# Da Ali G Show

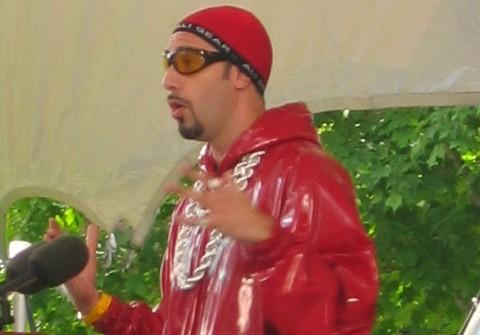
Ali G en medio de un discurso.

Da Ali G Show es una serie satírica de televisión británica protagonizada por Sacha Baron Cohen. Su primera temporada de 6 episodios fue emitida en el 2000 por Channel 4 en Inglaterra. Entre febrero de 2003 y agosto de 2004 HBO emitió una segunda temporada, que estaba ambientada en Estados Unidos y que tuvo 12 capítulos. Sacha Baron Cohen interpreta a los 3 personajes que salen en el show: Ali G, Bruno, Borat. En el programa se entrevista normalmente a gente bastante famosa en un ámbito concreto.